# Hapush Mountain
Hapush Mountain är ett berg i Kanada.   Det ligger i provinsen British Columbia, i den sydvästra delen av landet, 3 700 km väster om huvudstaden Ottawa. Toppen på Hapush Mountain är 1 761 meter över havet.
Terrängen runt Hapush Mountain är bergig österut, men västerut är den kuperad.Trakten runt Hapush Mountain är nära nog obefolkad, med mindre än två invånare per kvadratkilometer.. Närmaste större samhälle är Woss, 19,1 km väster om Hapush Mountain.
I omgivningarna runt Hapush Mountain växer i huvudsak barrskog.